# Cissus subaphylla
Cissus subaphylla – gatunek rośliny z rodziny winoroślowatych (Vitaceae), występujący endemicznie jedynie na należącej do Jemenu afrykańskiej wyspie Sokotrze. Zasiedla on nadmorskie niziny i niższe wzniesienia tej górzystej wyspy, występując zazwyczaj do wysokości 300 m n.p.m., rzadziej do 750 m n.p.m. Powyżej zastępuje go inny gatunek z tego rodzaju – Cissus hamaderohensis. Szczególnie często współwystępuje z dwoma gatunkami lokalnej flory – Croton socotranus oraz Salvadora persica – tworząc gęste zbiorowiska roślinne.

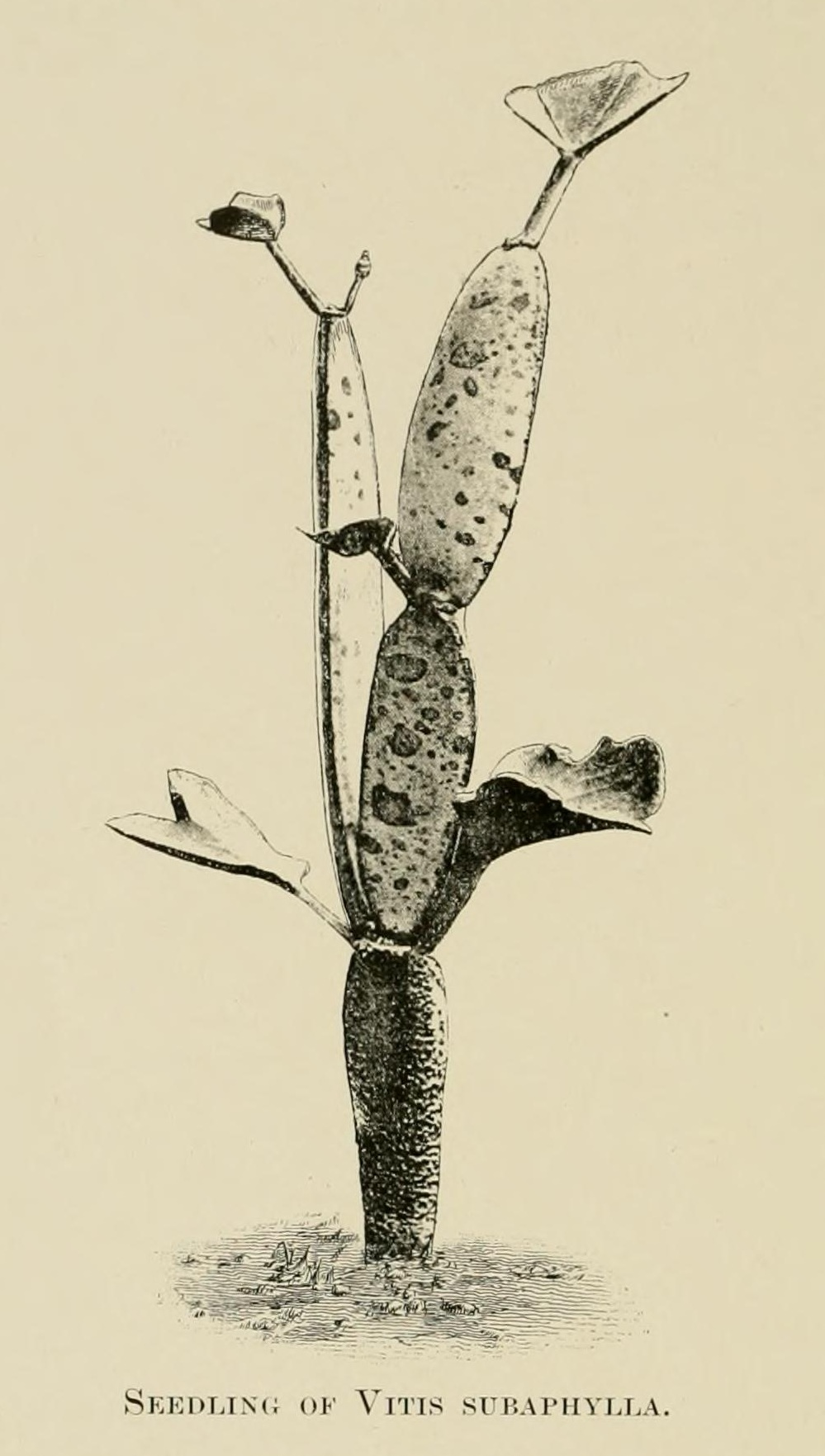
Młody okaz Cissus subaphylla. Rycina z roku 1903

## Morfologia
Gatunek przystosowany do życia w suchym i gorącym klimacie i podobnie jak np. Cissus quadrangularis wykazuje wiele przystosowań w budowie i metabolizmie charakterystycznych dla sukulentów. Jego pędy są przekształcone w spłaszczone, zgrubiałe segmenty magazynujące wodę. Podobnie jak u C. quadrangularis liście tego cissusa również są małe, nieliczne i w porze suchej są zrzucane. Pędy C. subaphylla są wzniesione i pozbawione charakterystycznych dla rodziny winoroślowatych wąsów czepnych. Przez to roślina ta pokrojem przypomina krzew. Kwiaty i owoce są niepozorne i pojawiają się w międzywęźlach.

## Ekologia
Cissus subaphylla jest powszechnie występującym krzewem nadmorskich nizin Archipelagu Sokotry. Jako gatunek szczególnie odporny na ataki ze strony sprowadzonych przez ludzi zwierząt domowych (szczególnie kóz), stanowi ostoję dla innych, słabszych gatunków lokalnych roślin, które zostały zagrożone przez pojawienie się nieznanych im wrogów. Obecnie aż 132 endemicznych gatunków roślin z Sokotry uważanych jest za zagrożone wyginięciem. Gęste zespoły roślinne tworzone przez Cissusa subaphylla są w tej sytuacji szczególnie cennymi stanowiskami dla kilku współwystępujących z nim gatunków roślin, a w szczególności dla Jatropha unicostata, Pulicaria stephanocarpa, dla lokalnej odmiany adenium arabskiego (podgatunek Adenium obesum sokotranum) i dla kilku endemicznych gatunków rzadkich drzew: Dendrosicyos socotrana (tzw. "drzewa ogórkowego"), Maerua angolensis socotrana oraz Commiphora socotrana.